# Sisu
Sisu Auto — финская компания, производящая грузовые автомобили. Sisu в переводе с финского означает «упорство, выносливость, несгибаемость».

## История
Sisu была создана в 1931 году. В 1932 году компания начала выпуск 1,5-тонных грузовиков S-321 и S-323 (оснащённых двигателями Volvo Penta шведского производства), которые начали поступать на вооружение финской армии
В 1934 году компания начала производство грузовиков SO-3 (оснащённых двигателем финского производства), в 1936—1937 гг. изготовила для финской полиции броневик «Sisu», в 1938 году — начала производство 3,5-тонных грузовиков Sisu SH-6 (оснащённых американскими двигателями Hercules (англ.)).
Уже к концу 1950-х годов компания самостоятельно изготовляла все узлы для своих грузовиков, смело внедряла передовые технические новинки. СССР стал постоянным покупателем грузовиков Sisu только в начале 1970-х годов. Первая партия состояла из автомобилей-рефрижераторов для обслуживания магазинов «Океан». Затем в СССР было поставлено несколько сот лесовозов, тягачей, самосвалов и других машин Sisu.
Sisu Auto входит в состав концерна Оу Sisu AB, выпускающего технику для лесного хозяйства, тракторы, портовые тягачи и погрузчики, военное оборудование. С 1996 года Оу Sisu AB — полноправный член машиностроительной группы Partek (фин.). Фирма Sisu Auto владеет заводом в Карьяа, недалеко от Хельсинки, где работает 670 человек. Ежегодный объём производства в 1960 — 1970-х составлял свыше 1 000 машин, в 1980-е годы этот показатель снизился до 750 единиц, в начале 1990-х упал еще на треть. В последние годы выпускается по 500—550 грузовиков. Из них около 85 % остаются в Финляндии. Доля Sisu на местном рынке в классе грузовиков полной массой свыше 16 т — около 25 %. В сокращении объёмов производства Sisu повинен и восточный сосед, выбывший на несколько лет из числа постоянных покупателей. Тем не менее, финская фирма продолжает делать ставку на российский рынок.
В самое последнее время[какое?] возобновились поставки (в том числе по лизингу) автомобилей Sisu в северные регионы России (уже[когда?] отправлено более 100 машин). Специфические особенности эксплуатации тяжёлых автомобилей в Финляндии определяются потребностями горнодобывающей, деревообрабатывающей, строительной отраслей промышленности. Необходимы максимальная грузоподъёмность и эффективность эксплуатации независимо от дорожных или климатических условий — на это и нацелены конструктивные особенности грузовиков Sisu. Повышенная прочность шасси, особая надёжность и эксплуатационная пригодность автомобилей к работе в холодном климате несколько переутяжелили конструкции, так как все Sisu, в основном, должны работать не только на шоссе, но и на грунтовых и заснеженных дорогах.
На сегодняшний день Sisu работает только по заказам и предлагает большое количество автомобилей с колесными формулами от 4x4 до 10x10, полной массой свыше 18 т. Машины комплектуются двигателями Caterpillar и Renault, трансмиссиями ZF, Allison и Fuller, раздаточными коробками Steyr, сцеплениями Spicer.
Самостоятельно Sisu изготавливает рамы, кабины, ведущие и ведомые мосты. Последние идут на экспорт во многие страны мира. Неведущие управляемые подъёмные мосты с электрогидравлическим приводом могут подниматься даже с полной нагрузкой автомобиля. Они устанавливаются спереди или сзади, а иногда сразу по обе стороны от задней ведущей оси. Это обусловлено именно той самой финской спецификой, когда, например, лесовозный автомобиль должен сначала работать в глубоком снегу на лесосеке, а потом выезжать с грузом на шоссейную дорогу. На бездорожье подъём одного-двух ведомых мостов позволяет увеличить сцепной вес на ведущую ось и повысить проходимость, а при движении по шоссе эти мосты опускаются, уменьшая осевые нагрузки. Автомобили или автопоезда полной массой 32; 44 и 60 т, транспортирующие груз по дорогам общего пользования, в Финляндии должны иметь соответственно 4, 5 и 7 осей. Так на Sisu появились необычные большегрузные самосвалы с колесными формулами 8x2 и 10x2 с несколькими подъёмными осями, 60-тонные лесовозы с трёхосными тягачами 6x2 и 4-осными прицепами длиной до 22 м, автопоезда, состоящие из 5-осного тягача 10x4 и двухосного полуприцепа. Чтобы задействовать неведущие оси, используются специальные зубчатые барабаны, опускающиеся между колесами соседних осей и передающие примитивным фрикционным способом крутящий момент от ведущих колёс на ведомые.
Чтобы победить холод, все модели оснащаются многочисленными системами подогрева: топливных фильтров, трубопроводов, тормозных механизмов, картеров коробки передач, ведущего моста, двигателя. В конструкции используются морозостойкие стали, пластмассы и резинотехнические изделия. Кабина покрывается многослойным антикоррозионным покрытием, имеет усиленную теплоизоляцию и мощные отопители. Шасси поражают массивностью и внушают уверенность в их надёжности. Особо прочная рама собирается из швеллеров на болтах. Подвески — на широких рессорах. Огромные алюминиевые баки вмещают 400—500 л топлива.

## Продукция

### Грузовые автомобили для эксплуатации в гражданских условиях
Все автомобили выпускаются с разными вариантами колесных формул, оснащаются различными двигателями, КПП и т. д. в зависимости от заказа.
- SISU Crane — автомобили с кранами-манипуляторами тяжелого класса
- SISU Rock — самосвалы
- SISU Roll — автомобили со сменными кузовами
- SISU Timber — сортиментовозы
- SISU Works — комбинированные дорожные машины
- SISU Carrier — автомобили для перевозки лесозаготовительной техники
- SISU Hauler — седельные тягачи, как правило многоосные, предназначены для крупногабаритных грузов массой до 220 тонн.

### Грузовые автомобили для вооруженных сил
- SISU 4×4
- SISU 6×6
- SISU 8×8
- SISU 10×10

### Бронетранспортеры
XA-180, также известный как «Паси» (Pasi, от фин. panssaroitu Sisu) — современный финский бронетранспортёр. Создан компанией в начале 1980-х годов по заказу финского правительства, для замены устаревавших БТР-60 советского производства. Использует доработанную базу коммерческого грузового автомобиля Sisu SA-150. Серийное производство XA-180 ведётся с 1983 года, всего было выпущено около 1000 машин этого типа в различных вариантах. Является основным бронетранспортёром Финской армии, также поставлялся на экспорт в ряд других государств.

## Галерея

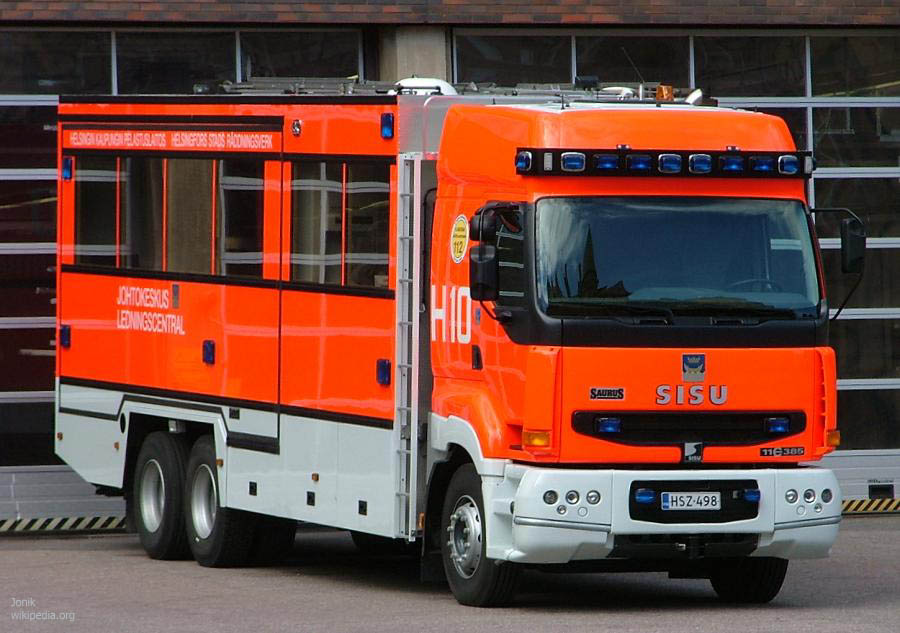
H10
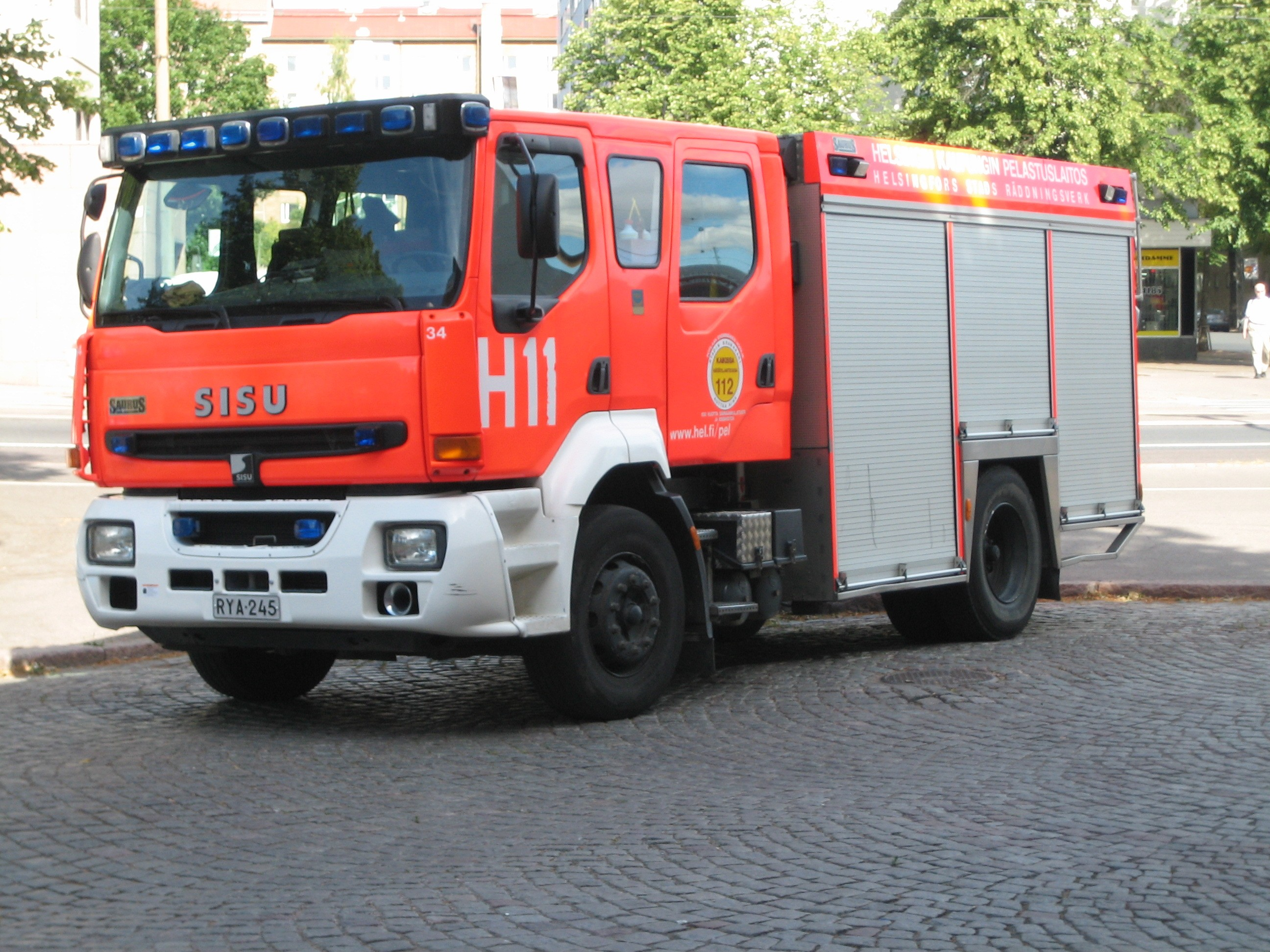
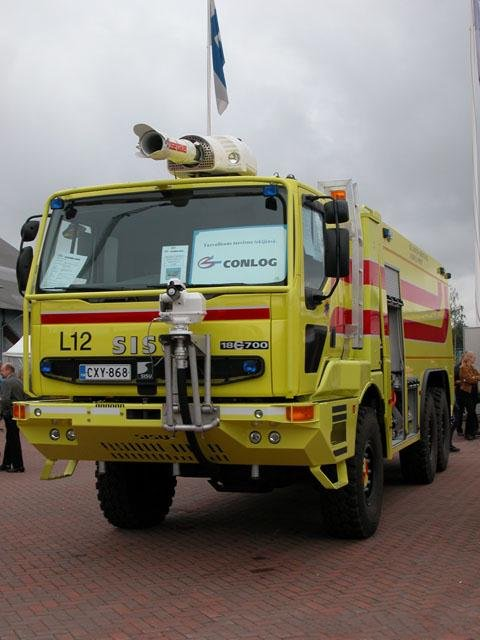
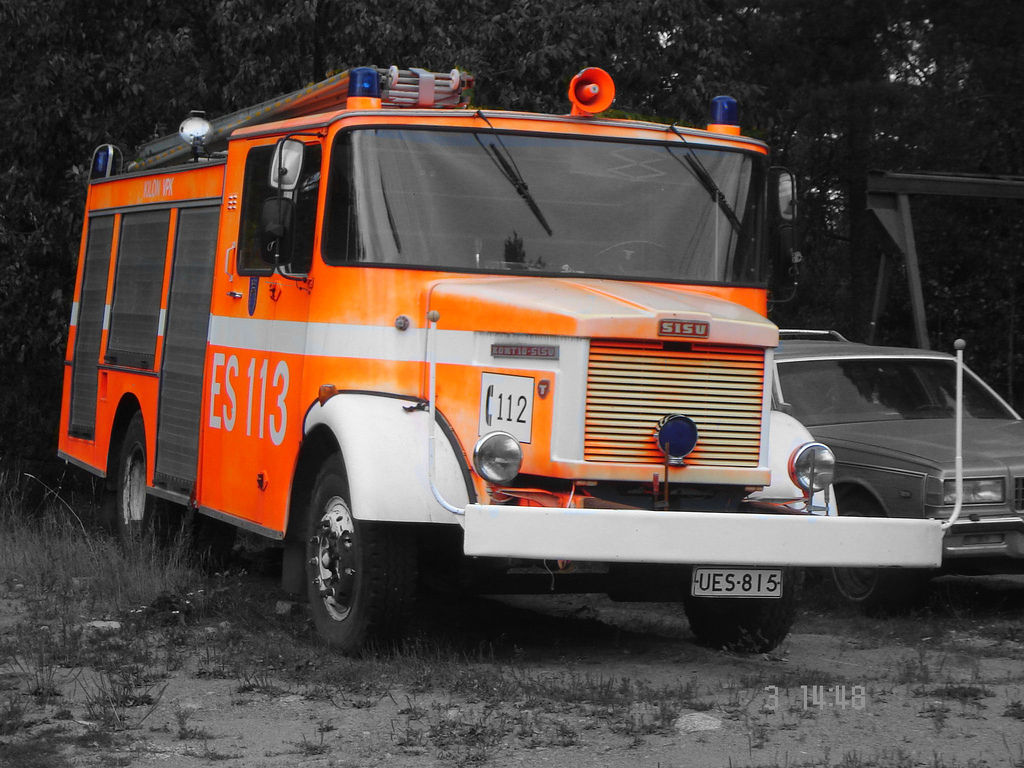
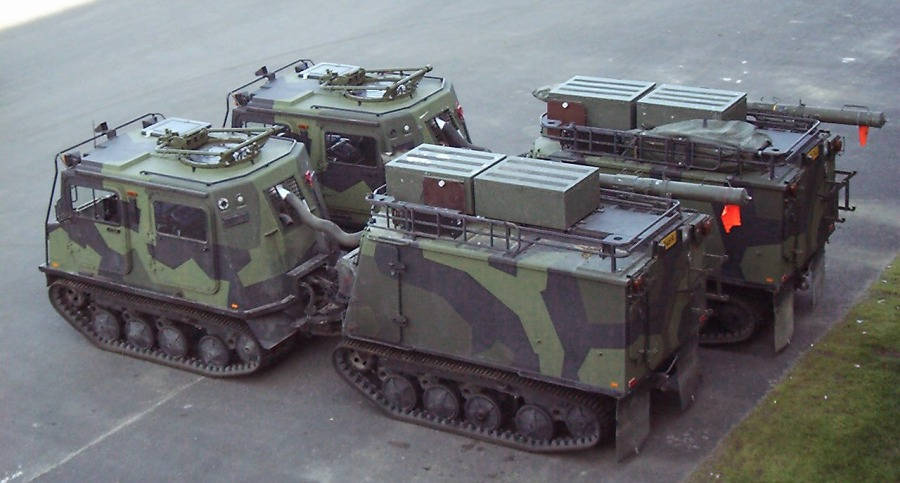
Nasu
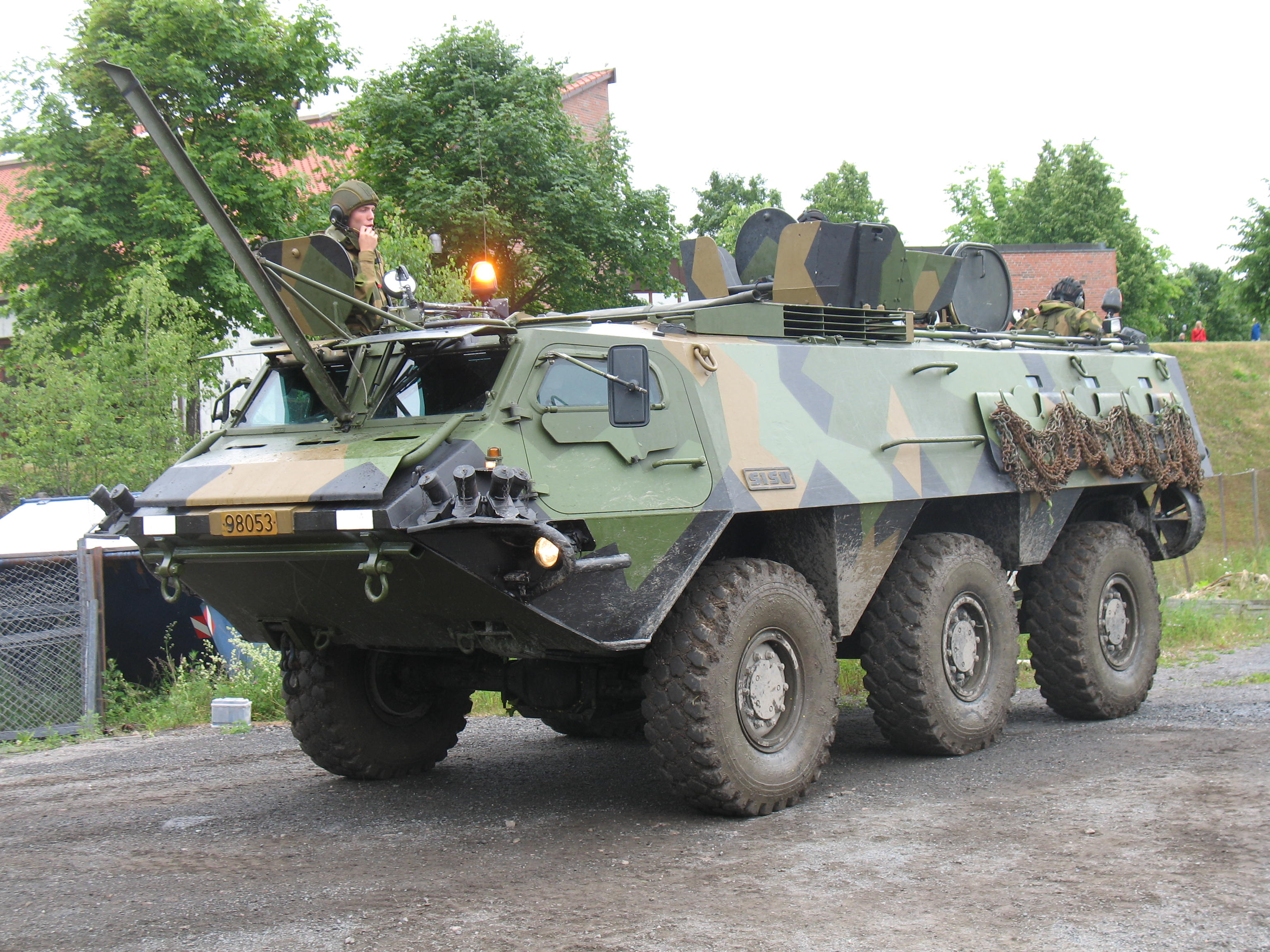
Norwegian Sisu XA
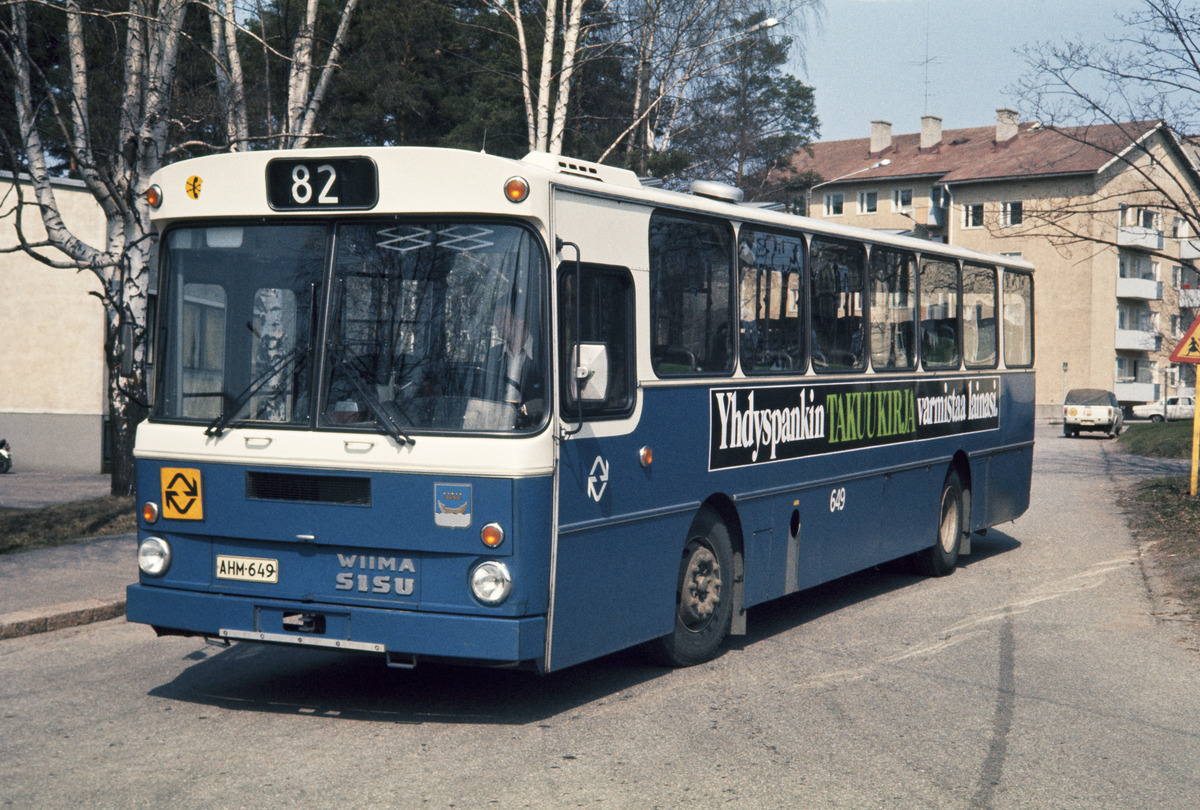
Wiima K100 на шасси Sisu BT-69CR 1977г.в.